# 盐亭郡
盐亭郡，中国南北朝时设置的郡
西魏恭帝时置，治所在盐亭县（今属四川省）。辖境相当今四川省盐亭县一带。隋朝开皇初年，废。 